# Дослідна фундація імені Олега Ольжича в США
Голова — Михайло Герець. За сприяння фундації у Видавництві імені Олени Теліги вийшла друком низка важливих книг. Зокрема:
- «Обережно — міфи» М. Лукінюка$
- «Історія першого видання “Слова о полку Ігоревім”» Бориса Яценка,
- два томи творів М. Брайчевського.
- монографії Дмитра Степовика   «Скульптор Михайло Черешньовський. Життя і творчість» та «Яків Гніздовський. Життя і творчість».